# Luke Erceg
Luke Erceg é um ator australiano nascido em 11 de Agosto de 1991. Interpreta o papel de Leon Lipowski, na série Mortified.  

## Mortified (Ninguém Merece)
Luke Erceg interpreta Leon, um garoto popular que gosta de surfar. Taylor (Marny Kennedy) é apaixonada pelo garoto, mas ele praticamente nem liga para Taylor. Britanny (Maia Mitchell) também gosta de Leon, causando um certo ciúme em Taylor.
Ele é meio complicado, debocha de nerds como o Hector (Nicolas Dunn), e é um garoto levado na sala de aula, não liga muito para os estudos. 
Luke Erceg, é melhor amigo de Nicolas Dunn, que interpretou Hector. Luke Erceg Tambem fez o seriado Gurls wurld,Com Participação de Marny Kennedy 